# Cerkiew Trójcy Świętej w Moskwie (Twierskoj)
Cerkiew Trójcy Świętej, popularnie cerkiew Trójcy Świętej w Nikitnikach – prawosławna cerkiew w Moskwie, w dekanacie Iwerskiej Ikony Matki Bożej eparchii moskiewskiej miejskiej Rosyjskiego Kościoła Prawosławnego.
Położona w zaułku Gruzińskim, w historycznej dzielnicy Kitaj-gorod.

## Historia
Pierwsza drewniana cerkiew na tym miejscu została najprawdopodobniej zbudowana między rokiem 1571, gdy podczas najazdu Dewlet Gireja na Moskwę zniszczone zostały drewniane zabudowania Kitaj-Grodu, a 1579, kiedy powstała ikona św. Nikity Męczennika przechowywana nadal w świątyni. Św. Nikita był patronem tejże świątyni. Pierwsza pisemna wzmianka o cerkwi pochodzi jednak dopiero z 1625 r. W 1628 r. jarosławski kupiec Gieorgij Nikitnikow ufundował nową kamienną cerkiew na miejscu drewnianej. Jej główny ołtarz wyświęcono ku czci Trójcy Świętej; św. Nikita pozostał patronem ołtarza bocznego. W 1653 r. Nikitnikow, wspólnie z synem Andriejem i wnukiem Borisem, sfinansował rozbudowę i wykonanie dekoracji malarskiej we wnętrzu świątyni. Po rozbudowie do cerkwi dostawiono jeszcze ołtarze św. Mikołaja oraz św. Jana Teologa. Ikony do ikonostasu świątyni wykonał carski ikonograf Simon Uszakow. W 1654 r., podczas epidemii w Moskwie, sławę cudotwórczej zyskała przechowywana w cerkwi Gruzińska Ikona Matki Bożej.
Cerkiew nie ucierpiała podczas pożaru w Moskwie w 1737 r., który spustoszył znaczną część Kitaj-Grodu. Również podczas inwazji Napoleona na Rosję i kolejnego pożaru stolicy Rosji świątynia nie została uszkodzona, chociaż jej wyposażenie częściowo zrabowano. W 1845 r. przeprowadzono remont budynku. W 1904 r. na dolnej kondygnacji cerkwi urządzono ołtarz Gruzińskiej Ikony Matki Bożej.
Cerkiew została uszkodzona podczas walk w Moskwie po rewolucji październikowej. W 1920 r. została zamknięta. W latach 1924–1930 przeprowadzono jej remont, po którym, w 1934, świątynię przekazano Muzeum Historycznemu jako filię. W kolejnych latach odsłonięto pierwotne freski, zmienione w 1845 r.
Świątynia została przywrócona do użytku liturgicznego w 1991 r.

## Architektura
Cerkiew reprezentuje styl określany w literaturze jako moskiewski i należy do jego najcelniejszych realizacji.
Budowla nie posiada typowej elewacji frontowej. Składa się z bezfilarowej części centralnej, do której przylegają pomieszczenie ołtarzowe (od wschodu), przedsionek z dzwonnicą (od zachodu), ołtarz św. Mikołaja (od północy), ołtarz św. Nikity (od południowego wschodu). Wejście do tych części świątyni prowadzi przez wysoki ganek z dachem hełmowym, gdyż są one usytuowane nad wysoką piwnicą, naśladującą w formie podklet.
We wnętrzu budynku przed głównym ołtarzem znajduje się sześciorzędowy złocony ikonostas. Przed ołtarzem św. Nikity znajduje się ikonostas pięciorzędowy.
XVII-wieczna cerkiew pierwotnie wyróżniała się monumentalizmem wśród niskiej zabudowy Kitaj-Grodu. Wrażenie to zostało zatarte w okresie radzieckim, gdy w bezpośrednim sąsiedztwie obiektu wzniesiono wysokie budynki administracyjne.